# Xã Liberty, Quận Johnson, Iowa
Xã Liberty (tiếng Anh: Liberty Township) là một xã thuộc quận Johnson, tiểu bang Iowa, Hoa Kỳ. Năm 2010, dân số của xã này là 1.104 người.